# Tengere veldridderzwam
De tengere veldridderzwam (Melanoleuca rasilis) is een paddenstoel uit de stam van de steeltjeszwammen. Hij leeft saprotroof op de grond, vooral in duingraslanden (Galio-Koelerion), ook in loof- en naaldbossen, zeeduinen, soms in parken, vooral op humeuze, kalkhoudende zandgrond.

## Kenmerken

### Uiterlijke kenmerken
Hoed
De hoed is glad, donkerbruin en wordt naar de rand toe bleker en is vaak grijzig berijpt. 
Lamellen
De lamellen zijn kenmerkend donker grijsbeige. De lamellen zijn uitgebocht aan de steel gehecht. De lamellen staan matig dicht bij elkaar. 
Steel
De steel is cilindrisch, gestreept, berijpt. De kleur is bleek kleikleurig tot donker grijsbruin.

### Microscopische kenmerken
De sporen zijn ellipsvormig, ruw en meten 6,0-8,0 × 4,0-6,0 mu met een Q-getal van 1,2-1,7 en Q-avg van 1,25-1,5. De cheilocystidia buik- of flesvormig met 2,5 mu breed bovendeel, gesepteerd, vaak met kristallen aan de top.

## Verspreiding
In Nederland komt de tengere veldridderzwam matig algemeen voor. Hij staat niet op de rode lijst en is niet bedreigd.